# فرع جيبي أذيني عقدي للشريان التاجي الأيمن
فرع جيبي أذيني عقدي للشريان التاجي الأيمن (بالإنجليزية: Sinoatrial nodal artery)‏‏ هو شريان يتفرعُ من شريان تاجي أيمن.